# ジャパン・オータムインターナショナル
ジャパン・オータムインターナショナル（Japan Autumn International）は、日本中央競馬会が実施している国際競走シリーズである。

## 概要
2008年度よりエリザベス女王杯からチャンピオンズカップまで4週連続で行われる、秋季の国際GI競走ならびにワールドスーパージョッキーズシリーズに海外の主要競走で好成績を挙げた外国馬および騎手の参戦を促すため、2007年11月19日に賞金総額約12億円の国際競走シリーズを実施することが発表された。
このシリーズでは指定された海外競走に優勝もしくは2着に入った外国調教馬に優先出走権が付与されるほか、対象の競走で外国調教馬が3着以内に入った場合、賞金に加え褒賞金を交付している。
ただこのシリーズの直後に、香港国際競走が行われ、近年そちらへ外国調教馬の参戦が多くなりつつあり、実際ジャパンカップは2019年の開催で外国馬の参加が一頭もないという異常事態となったことを踏まえ、2021年6月28日に日本中央競馬会関西定例会見（大阪市）の席で、「これまで、外国馬の関係者からは、帯同馬を連れていきたいが、走るレースがないと聞いたことがあったのです。今はジャパンカップの前日（平年の第5回東京競馬第7日）に「キャピタルステークス」がありますが、2021年から、外国馬の大量参戦を促すために、ジャパンカップが開催される週に、賞金条件戦クラスで国際競走を新設する」ことを目指すと、国際・競走担当理事の臼田雅弘が明かした。
そして2021年8月1日に発表された「令和3年度秋季競馬番組」において、調教などで帯同する予定の馬の出走機会を拡大しつつ、ジャパンカップに出走を予定する外国馬がジャパンカップに出走しやすい環境を提供することを目指し、次の競走を国際競走に指定することになった。
| 競走名                 | 施行競馬場 | 開催日・競走番号           | 出走条件             | 距離        |
| ---------------------- | ---------- | -------------------------- | -------------------- | ----------- |
| （一般競走）           | 東京競馬場 | 第5回東京競馬第7日第8競走  | 3歳以上・2勝馬クラス | ダート1400m |
| シャングリラステークス | 東京競馬場 | 第5回東京競馬第7日第10競走 | 3歳以上・3勝馬クラス | ダート1400m |
| オリエンタル賞         | 東京競馬場 | 第5回東京競馬第8日第9競走  | 3歳以上・2勝馬クラス | 芝2000m     |
| ウェルカムステークス   | 東京競馬場 | 第5回東京競馬第8日第11競走 | 3歳以上・3勝馬クラス | 芝2000m     |

さらに、外国馬はこれまで、競馬学校（白井市）か、三木ホースランドパーク（三木市）の国際厩舎で原則1週間程度の検疫を受けなければならなかったが、より一層の外国馬の参戦を促す観点から、東京競馬場内馬場内に、国際厩舎の建設を進めている。これは諸外国においてはレースが開催される競馬場内での検疫が行われるのが通例であり、その流れを受けてのものである。2022年6月に完成し、秋開催より運用を開始した。これにより、外国馬は国際厩舎6棟・最大12頭が検疫を受けながら、競馬場で直接調整できるようになるという。

## 歴史
褒賞金対象となる指定海外競走の変更については、各競走の記事を参照のこと。
- 2008年 - 「ジャパン・オータムインターナショナル」実施。
- 2009年 - 外国調教馬への褒賞金交付を3着以内に拡大。
- 2011年 - 褒賞金が各対象競走ともに2割から3割減額される。
- 2015年 - 秋季の「ワールドスーパージョッキーズシリーズ」が夏季の「ワールドオールスタージョッキーズ」にリニューアルされたため、対象競走から外れる。

## 対象競走

### 2015年〜
|       | 競走名                   | 施行競馬場 | 施行距離 | 賞金総額    |
| ----- | ------------------------ | ---------- | -------- | ----------- |
| 第1戦 | エリザベス女王杯         | 京都競馬場 | 芝2200m  | 1億9270万円 |
| 第2戦 | マイルチャンピオンシップ | 京都競馬場 | 芝1600m  | 2億1300万円 |
| 第3戦 | ジャパンカップ           | 東京競馬場 | 芝2400m  | 5億2100万円 |
| 第4戦 | チャンピオンズカップ     | 中京競馬場 | ダ1800m  | 1億7940万円 |

### 〜2014年
|       | 競走名                               | 施行競馬場                                        | 施行距離 | 賞金総額    |
| ----- | ------------------------------------ | ------------------------------------------------- | -------- | ----------- |
| 第1戦 | エリザベス女王杯                     | 京都競馬場                                        | 芝2200m  | 1億9270万円 |
| 第2戦 | マイルチャンピオンシップ             | 京都競馬場                                        | 芝1600m  | 2億1300万円 |
| 第3戦 | ジャパンカップ                       | 東京競馬場                                        | 芝2400m  | 5億2100万円 |
| 第4戦 | チャンピオンズカップ                 | 中京競馬場                                        | ダ1800m  | 1億7940万円 |
|       | ワールドスーパージョッキーズシリーズ | 東京競馬場（西暦偶数年） 阪神競馬場（西暦奇数年） |          |             |

## 優先出走権対象競走
2008年6月にジャパンカップへの優先出走権が付与される競走4競走が発表された。2009年5月には新たにエリザベス女王杯とマイルチャンピオンシップへの優先出走権が付与される競走とジャパンカップへの優先出走権が付与される1競走が追加された。なお優先出走権を持った馬がジャパン・オータムインターナショナル指定競走への出走は2008年のジャパンカップに出走したペイパルブルが初めてとなった。
| 対象競走名               | 開催国・優先出走権付与競走名                   | 付与設定年 | 優先出走順位 |
| ------------------------ | ---------------------------------------------- | ---------- | ------------ |
| エリザベス女王杯         | オペラ賞                                       | 2009年     | 1着          |
| マイルチャンピオンシップ | ムーラン・ド・ロンシャン賞                     | 2009年     | 1着          |
| マイルチャンピオンシップ | クイーンエリザベス2世ステークス                | 2009年     | 1着          |
| ジャパンカップ           | キングジョージ6世&クイーンエリザベスステークス | 2008年     | 1着及び2着   |
| ジャパンカップ           | アーリントンミリオンステークス                 | 2009年     | 1着          |
| ジャパンカップ           | アイリッシュチャンピオンステークス             | 2008年     | 1着          |
| ジャパンカップ           | バーデン大賞                                   | 2008年     | 1着          |
| ジャパンカップ           | 凱旋門賞                                       | 2008年     | 1着及び2着   |
| チャンピオンズカップ     | サウジカップ                                   | 2020年     | 1着          |

## 褒賞金制度
当シリーズでは外国調教馬の出走を促すため指定の海外競走で優勝もしくは2着となった外国調教馬が優勝した場合、優勝賞金に加え褒賞金も交付している。また2009年の改定で、3着以内に入った外国調教馬にも褒賞金が交付されることになった。褒賞金の獲得は2010年のエリザベス女王杯で優勝したスノーフェアリーが初めてとなった。指定の海外競走は各競走の記事を参照のこと。

## 歴代シリーズ優勝馬・騎手

### 2008年～2014年
| 実施年 | エリザベス女王杯   | マイルCS           | JC                 | チャンピオンズC（2013年まではJCダート） | WSJS                       |
| 実施年 | 優勝馬             | 優勝馬             | 優勝馬             | 優勝馬                                  | 優勝騎手                   |
| ------ | ------------------ | ------------------ | ------------------ | --------------------------------------- | -------------------------- |
| 2008年 | リトルアマポーラ   | ブルーメンブラット | スクリーンヒーロー | カネヒキリ                              | イオリッツ・メンディザバル |
| 2009年 | クィーンスプマンテ | カンパニー         | ウオッカ           | エスポワールシチー                      | 横山典弘                   |
| 2010年 | スノーフェアリー   | エーシンフォワード | ローズキングダム   | トランセンド                            | ライアン・ムーア           |
| 2011年 | スノーフェアリー   | エイシンアポロン   | ブエナビスタ       | トランセンド                            | ジョン・ムルタ             |
| 2012年 | レインボーダリア   | サダムパテック     | ジェンティルドンナ | ニホンピロアワーズ                      | ザカリー・パートン         |
| 2013年 | メイショウマンボ   | トーセンラー       | ジェンティルドンナ | ベルシャザール                          | リチャード・ヒューズ       |
| 2014年 | ラキシス           | ダノンシャーク     | エピファネイア     | ホッコータルマエ                        | 浜中俊                     |

### 2015年以降
| 実施年 | エリザベス女王杯   | マイルCS         | JC                 | チャンピオンズC    |
| 実施年 | 優勝馬             | 優勝馬           | 優勝馬             | 優勝馬             |
| ------ | ------------------ | ---------------- | ------------------ | ------------------ |
| 2015年 | マリアライト       | モーリス         | ショウナンパンドラ | サンビスタ         |
| 2016年 | クイーンズリング   | ミッキーアイル   | キタサンブラック   | サウンドトゥルー   |
| 2017年 | モズカッチャン     | ペルシアンナイト | シュヴァルグラン   | ゴールドドリーム   |
| 2018年 | リスグラシュー     | ステルヴィオ     | アーモンドアイ     | ルヴァンスレーヴ   |
| 2019年 | ラッキーライラック | インディチャンプ | スワーヴリチャード | クリソベリル       |
| 2020年 | ラッキーライラック | グランアレグリア | アーモンドアイ     | チュウワウィザード |
| 2021年 | アカイイト         | グランアレグリア | コントレイル       | テーオーケインズ   |
| 2022年 | ジェラルディーナ   | セリフォス       | ヴェラアズール     | ジュンライトボルト |
| 2023年 | ブレイディヴェーグ | ナミュール       | イクイノックス     | レモンポップ       |
| 2024年 | スタニングローズ   | ソウルラッシュ   | ドウデュース       | レモンポップ       |

※国旗は優勝時の調教国、ワールドスーパージョッキーズシリーズは出場国。